# 廖春元
廖春元(1976年8月29日—) 是一位云南企业家，增强现实公司亮风台联合创始人兼CEO。

## 生平
1976年出生于云南昭通，1993年考入清华大学计算机科学与技术系，师从史元春，2001年考入马里兰大学并获得计算机博士学位。曾在富士施乐硅谷研究院担任正研究员。2012年底回国和好友共同创建增强现实公司亮风台。2015 年 8 月推出 HiAR 开发平台。之后入选第十一批千人计划特聘专家。2016年被聘为河北师范大学教授。